# Chasan Isaev
Hasan Murselov Isaev (in bulgaro Хасан Мурселов Исаев?; Bisertsi, 9 novembre 1952) è un ex lottatore bulgaro, specializzato nella lotta libera.

## Palmarès

### Olimpiadi
- 1 medaglia:
  - 1 oro (Montréal 1976 nei pesi mosca-leggeri)